# (3646) Aduatiques
Pour les articles homonymes, voir Aduatiques.

(3646) Aduatiques est un astéroïde de la ceinture principale découvert le 11 septembre 1985 à l'observatoire de La Silla par l'astronome belge Henri Debehogne. Sa désignation provisoire était 1985 RK4.
Il porte le nom d'un peuple de la Gaule belgique qui occupait l'actuelle province de Namur.